# Julianapark (Amsterdam)
Het Julianapark, in 1939 vernoemd naar Prinses Juliana, was een park maar is nu een woonwijk in de Amsterdamse Watergraafsmeer. Het park lag ten noorden van de Hugo de Vrieslaan, ten oosten van het Amstelstation en het Julianaplein en werd verder omsloten door de Gooiseweg.
Het park ontstond na de opening van het Amstelstation in 1939. Een deel van het park bleef weidelandschap met grazende koeien. In het meest zuidoostelijke gedeelte van het park waren twee vijvers aanwezig. In 1942 (tijdens de bezetting in de tweede wereldoorlog) werd de naam gewijzigd in Pauwenpark. Ook veel andere namen van Amsterdamse straten en parken die naar joden of toen nog levende leden van het koninklijk huis verwezen werden toen aangepast. Deze naamsverandering werd vlak na de bevrijding teruggedraaid, op 18 mei 1945. In de jaren zeventig was vrijwel de enige bebouwing van het park het bouwburo en voorlichtingscentrum van de Amsterdamse metro dat in een houten noodgebouw aan het Julianaplein aan de rand van het park stond.
In de jaren na 1990 verdween het park en werd het terrein bestemd en geschikt gemaakt voor woningbouw en ontstond de nieuwe woonwijk Julianapark. Dwars door de wijk lopen de Maliebaan en de Schagerlaan; deze straten liepen ook al door het park en hebben hun naam in de nieuwe wijk behouden. Van het oorspronkelijke Julianapark is heden ten dage nog een minuscuul stukje park met de twee vijvers over in het zuidoostelijke gedeelte.